# Wybory parlamentarne w Pakistanie w 2018 roku
Wybory parlamentarne w Pakistanie w 2018 roku – wybory powszechne do pakistańskiego parlamentu przeprowadzone 25 lipca 2018 roku.

## Przebieg
Wybory były dopiero drugimi w historii tego kraju, po których miało nastąpić przekazanie władzy przez jeden cywilny rząd drugiemu cywilnemu rządowi. Od 2013 roku Pakistanem rządziła Liga Muzułmańska Nawaza Sharifa, jednak po wybuchu w 2016 roku afery tzw. Panama Papers, został on w następnym roku usunięty ze stanowiska i aresztowany. O zwycięstwo w wyborach rywalizowały Liga Muzułmańska i Pakistański Ruch na rzecz Sprawiedliwości Imrana Khana, popieranego przez pakistańską armię. Khan szedł do wyborów pod hasłem walki z korupcją i odsunięcia od władzy dotychczasowych elit, podczas gdy Shafif przedstawiał się jako gwarant utrzymania demokratycznego i cywilnego charakteru władzy.
W trakcie kampanii wyborczej armia była oskarżana o nielegalne wspieranie partii Khana, wywieranie nacisków na sędziów, przywódców plemiennych i kandydatów. Wpływ armii uwidocznił się także w fakcie rozmieszczenia w dniu wyborów 371 tys. żołnierzy do ochrony porządku podczas głosowania i przyznanie im prawa nadzorowania procesu liczenia głosów. Organizacje działające na rzecz transparentności wyborów krytykowały również fakt, iż obserwatorom Unii Europejskiej pozwolono na podjęcie swoich obowiązków dopiero na tydzień przed wyborami.